# Wilfried Sarrazin
Wilfried Sarrazin (* 23. Januar 1910 im Kreis Schroda; † 22. Januar 1986 in München) war ein deutscher Diplomat und Botschafter der Bundesrepublik Deutschland in Uganda und Südkorea.

## Leben
1935 wurde Sarrazin in Breslau zum Doktor der Rechtswissenschaften promoviert. Von 1954 bis 1958 war er deutscher Konsul in Australien. Zuerst bis 1956 in Perth, danach in Melbourne. Am 6. August 1959 heiratete Sarrazin Sofie Luise Helene Elisabeth Jaceline Johanna Friederike Du Moulin-Eckart (* 4. September 1926). 1962 war er im Außenministerium in der Abteilung 161 beschäftigt. 1963 wurde Sarrazin, der zu diesem Zeitpunkt Legationsrat Erster Klasse war, zum ersten Botschafter an der neu errichteten deutschen Botschaft in Kampala (Uganda) ernannt. Diesen Posten bekleidete er bis 1969. Danach war er von 1969 bis zu seinem Ruhestand im Januar 1975 deutscher Botschafter in Seoul (Südkorea).

## Ehrungen
- 1968: Verdienstkreuz 1. Klasse der Bundesrepublik Deutschland
- 1974: Großes Verdienstkreuz der Bundesrepublik Deutschland

## Veröffentlichung
- Die Zweckerreichung als Erlöschungsgrund des Schuldverhältnisses. 1935